# Synodontis nigromaculata
Synodontis nigromaculata és una espècie de peix de la família dels mochòkids i de l'ordre dels siluriformes.

## Morfologia
Els mascles poden assolir els 38,5 cm de llargària total i els 315 g de pes.

## Distribució geogràfica
Es troba a Àfrica: llac Tanganyika i rius Zambesi, Okavango, Cunene i Limpopo. També és present al riu Congo al seu pas per Zàmbia.